# Pôle des langues et civilisations
Le Pôle des langues et civilisations, est un campus universitaire situé au 65 rue des Grands-Moulins, à Paris (13e arrondissement), qui regroupe l'Institut national des langues et civilisations orientales (Langues'O), membre de Sorbonne Paris Cité, puis de Sorbonne Alliance et la Bibliothèque universitaire des langues et civilisations (BULAC). 
La cérémonie de pose du "premier clou", équivalent à la pose d'une première pierre, s'est déroulée le 11 février 2009.
La mise en service des locaux universitaires s'est faite le 3 octobre 2011, le public a accès à la bibliothèque depuis le 12 décembre 2011 et le bâtiment a été officiellement inauguré le 28 février 2013.

## Galerie de photos

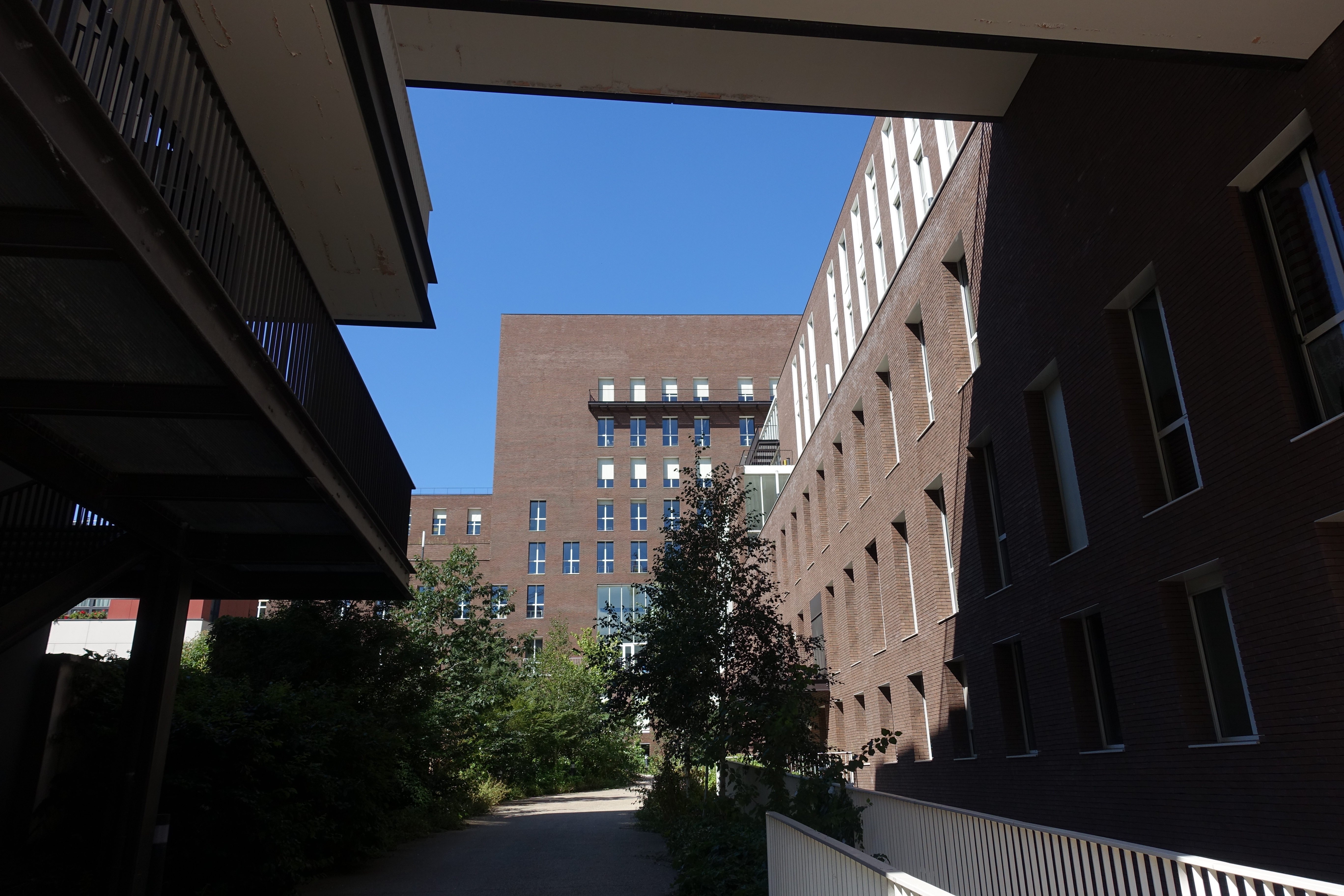
La Bibliothèque universitaire des langues et civilisations en 2016.
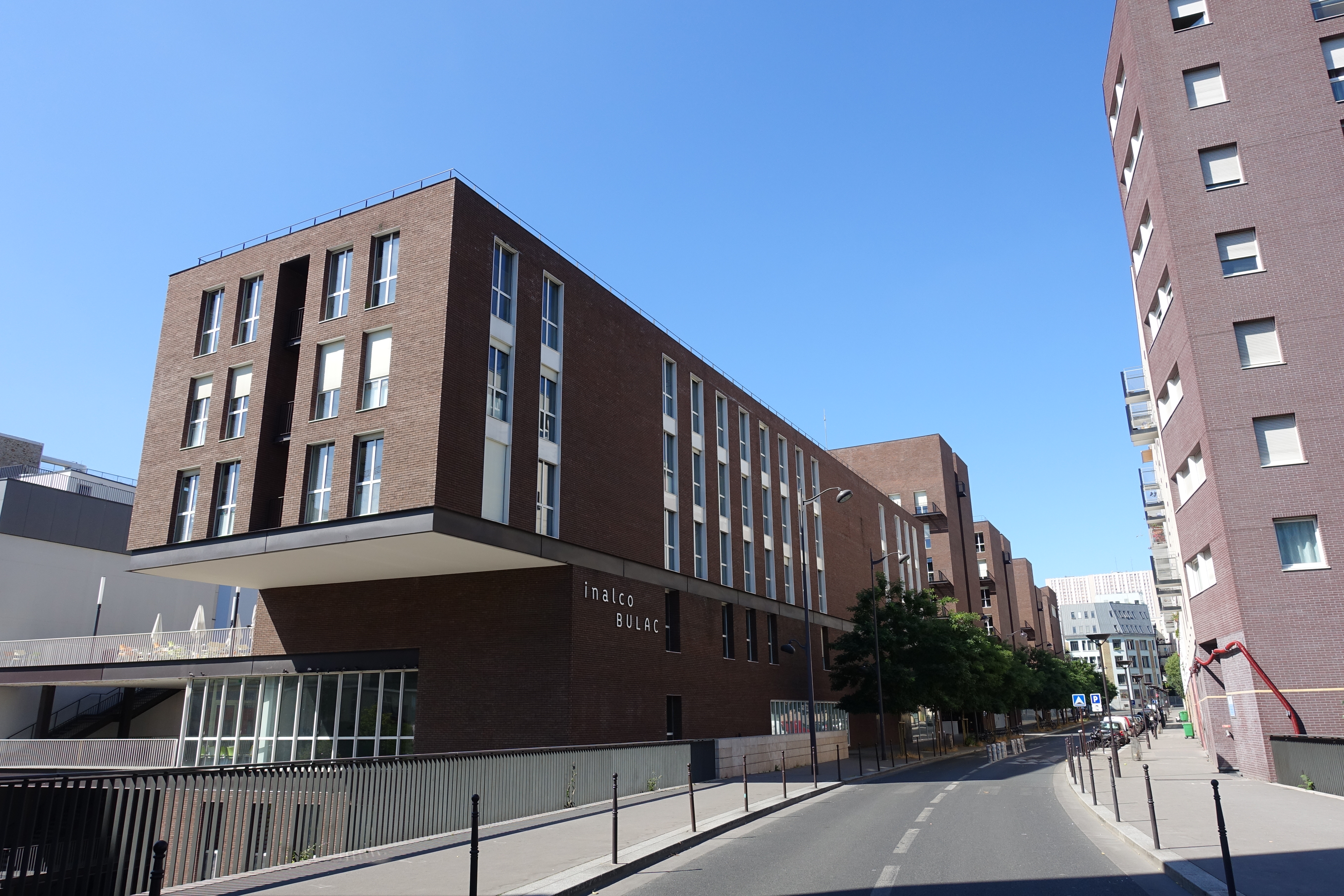
Le bâtiment principal de la Bibliothèque universitaire des langues et civilisations en 2016.
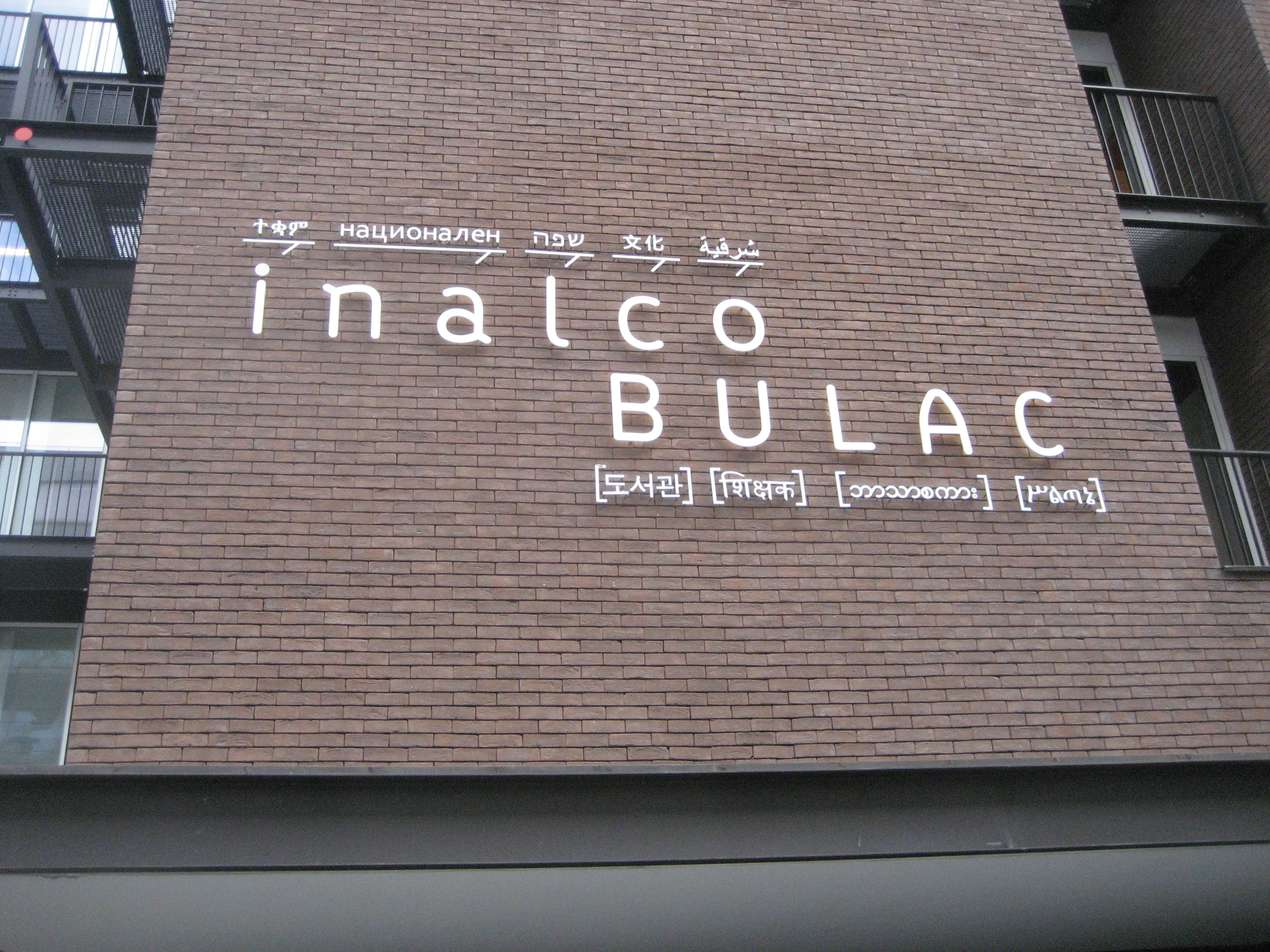
Logo de la BULAC, Inalco.

## Dans la fiction
Une scène du film Tanguy, le retour se situe devant l'entrée du Pôle.